# Uno Krüger
Uno Krüger (født 20. september 1945, død 26. februar 2006) var en dansk forlagsredaktør, bladmand, oversætter og billedkunstner. Uno Krüger var gift med billedkunstner, senere overlærer og direktør i Star Video, Birthe Kostrup (kaldet Bif/Biffe), som han mødte under en reportagetur til Thylejren i 1970. 
Krüger var en af de kreative kræfter bag udviklingen af Interpresse i Bagsværd til et af Danmarks førende og mest progressive tegneserieforlag i perioden fra sidst i 1960'erne til midt i 1970'erne. En række af de vigtigste navne i hvad der betegnes som dansk tegneseries renæssance debuterede dengang på forlaget – bl.a. Freddy Milton, Rune T. Kidde og Peter Madsen. 
Som ung deltog Uno Krüger i tressernes modkultur og dens opgør med autoriteter, den seksuelle frigørelse og drømmen om et nyt samfund. Han identificerede sig livet igennem med mange af disse idealer – men han var kritisk overfor tresserungdommens overdrevne selvdyrkelse. 
Denne skeptiske holdning kom f.eks. til udtryk i et indlæg fra 1969 i modkulturens førende talerør bladet Superlove, hvor han skrev: "... vi [er] ikke mere en minoritet, men flere tusinde. Vi er også holdt op med at opføre os som en minoritet. Kludene og håret gør ingen forskel. [...] Det er gennemsnitsdanskeren i forklædning. Ikke andet end en forpulet gennemsnitsdansker." (Superlove nr. 24, 1969)

## Interpresse-tiden
Krüger kom som 22-årig til Interpresse, hvor han begyndte som oversætter (første opgave: tegneserieudgaven af Beatles-filmen Yellow Submarine) og assistent for redaktør Tonny Lützer. Efter et år begyndte han selv som redaktør at sætte sit præg på det hastigt ekspanderende forlags mange udgivelser.
Musik-ungdomsbladet GO Magazine, der udkom i ca. 80 numre fra 1969-74, blev fra første færd præget af hans rebelske personlighed med rødder i den upolitiske, ikke-intellektuelle del af modkulturen fra 1968. Bladets profil var frækkere, mere syret og mere i opposition end den etablerede konkurrent Vi Unge. 
Uno Krüger præsenterede danske læsere for et hidtil uset bredt udvalg af klassiske, amerikanske avistegneserier af høj kvalitet som f.eks. Spirit, Dick Tracy, Rip Kirby, Jens Lyn (de to sidstnævnte i skaberen Alex Raymonds oprindelige streg), samt Conan the Barbarian og et stort antal øvrige Marvel-serier. Det skete især i Seriemagasinet (hvor han var redaktør af nr. 13-208, 1969-76) og dettes mange aflæggere – bl.a. SM Specialalbum (10 bind, 1971-73), SM Solo (27 udgaver, 1972-77) og Hitserien (9 bind, 1973-76).
Krüger stod bag lanceringen af gysermagasinet Gru (30 numre, 1972-75), som gav anledning til et større dansk horrorboom og hurtigt blev efterfulgt af titler som Vampyr (16 numre, 1972-74), Dracula (20 numre, 1973-74) og Vampirella (5 numre, 1974-75) fra samme redaktør. Med album-serien Underground (17 bind, 1976-1987) nåede han sideløbende at søsætte udgivelsen af nogle af de bedste amerikanske undergrundstegneserier på dansk, ofte i egen oversættelse – f.eks. Richard Crumbs Fritz the Cat og især Gilbert Shelton/Dave Sheridans Fabulous Furry Freak Brothers/Flipkompagniet.
Karakteristisk for Uno Krügers redaktionelle stil var en – på den tid sjælden – direkte og personlig kommunikation med læserne via et stort antal meget forskellige læserbrevkasser. Formen kunne veksle mellem det grotesk kradsbørstige og det faderligt omsorgsfulde, nærmest hengivne.
Han havde i øvrigt et godt øje for nyt talent og var f.eks. den første, der publicerede Peter Madsens tegninger, efter at de to havde mødt hinanden på landets første tegneseriefestival i Huset i Magstræde i 1973. Som redaktør fandt han også spalteplads til nogle af Erwin Neutzsky-Wulffs allerførste noveller, en debut-novelle af Torben Bille, filmanmeldelser af Nicolas Barbano og tidlige digte af Dan Turell.

## Bruddet med Interpresse
I 1976 blev han fyret efter at være raget uklar med Interpresses direktør. Det skete året efter, at forlaget på grund af oliekrise og international lavkonjunktur med kort varsel havde været nødt til at indskrænke antallet af udgivelser og medarbejdere markant, hvilket havde medført en anspændt situation mellem medarbejdere og ledelse.
Den udløsende faktor for fyringen blev, at Krüger i en radioudsendelse kritiserede Interpresses ledelse for at have været alt for ukritisk ekspansive med for mange parallelprodukter – f.eks. var Gru blevet en kæmpesucces, hvorefter forlagsledelsen (og ikke mindst konkurrenterne) straks ville følge succesen op med mange andre udgivelser (nogle endda af svingende kvalitet) for at udnytte gyserbølgen. Denne overmætning af markedet med gyserblade kvalte snart interessen og førte efter få år til lukning af alle gysertitler – også hjertebarnet Gru.

## Tiden efter Interpresse
Uno Krüger afviste tilbud om ledende redaktørstillinger fra flere konkurrerende forlag, bl.a. Gutenberghus. Branchen var i løbet af få år blevet mere professionaliseret, og Krügers uortodokse og egensindige stil var svært forenelig med de nye tiders hierarki og management. I stedet valgte han en mere tilbagetrukken tilværelse som oversætter, billedkunstner og hidtil ikke-publiceret fantasy/science-fiction forfatter.
Kort før sin død blev Uno Krüger opsporet af DR-journalisten Irene Manteufel, der interviewede ham i hans hus i landsbyen Stokkemarke på Lolland. Interviewet blev under overskriften Så er tiden inde, kryptkravlere og frygtfans! sendt posthumt i programmet Dokumentarzonen den 4. marts 2006 kl. 14:30 på P1. 

## Mindeord
En redaktørkollega til Krüger i årene 1971-74, den senere serietegner og børnebogsforfatter Per Sanderhage skrev i sit mindeord ved Krügers død bl.a.: 
"Interpresses markante og kontroversielle redaktør af tegneserier og popblade fra midten af tresserne til midt i halvfjerdserne, Uno Krüger, [...] blev i årenes løb en noget myteomspunden person, men de der kendte ham, vil aldrig glemme hans enestående energi, stærke følelser, opfindsomhed, og legelystne begejstring for tegneserier, science fiction og fantasy af enhver art."
Uno Krüger døde af kræft og blev bisat i de ukendtes grav på Nykøbing Falster Kirkegård. 